# Eduardas-Balsys-Kunstgymnasium Klaipėda
Das Eduardas-Balsys-Kunstgymnasium Klaipėda ist ein Gymnasium und eine Kunstschule für bildende Kunst mit 200 Mitarbeitern in der Hafenstadt Klaipėda, der drittgrößten Stadt Litauens.

## Geschichte
1981 wurde an der Höheren Stasys-Šimkus-Musikschule die Abteilung für Musikbildung der Kinder eröffnet. Die Initiatoren waren der sowjetlitauische Bildungsminister H. Zabulis, der Prorektor der Fakultäten Klaipėda des Konservatoriums Litauens Vytautas Jakelaitis und der Politiker Alfonsas Žalys. Von 1983 bis 1985 gab es die Internatmittelschule für Kunst (Klaipėdos vidurinė internatinė meno mokykla) und von 1985 bis 1993 das Eduardas-Balsys-Kunstmittelschule-Internat Klaipėda (Klaipėdos Eduardo Balsio vidurinė meno mokykla internatas). 1993 wurde es zum Gymnasium.

## Schüler
- Gintaras Januševičius (* 1985), Pianist

## Direktor
- 1983–1992: Albertas Rožė (* 1950)
- 1992–1999: Vidmantas Bekša
- seit 1999: Gintautas Misiukevičius